# Linia kolejowa 26b Balatonszentgyörgy – Tapolca
Linia kolejowa Balatonszentgyörgy – Tapolca – linia kolejowa na Węgrzech. Jest to linia jednotorowa,  zelektryfikowana na odcinku Balatonszentgyörgy - Keszthely. Łączy stację Balatonszentgyörgy z Tapolca.

## Historia
Linia została otwarta w 1888 roku.